# 十手 (お笑いコンビ)
十手（じって）は、吉本興業（大阪本社）所属のお笑いコンビ。2008年3月結成。NSC大阪校30期出身。奈良県住みます芸人。奈良県吉野郡下市町観光大使。旧コンビ名は「十手リンジン」。

## メンバー
- 十田 卓（じゅうだ たく、1985年1月19日[1] - ）（40歳）
  - ツッコミ（以前はボケ）担当、立ち位置は向かって左。
  - 奈良県吉野郡下市町出身[1]。
  - 妻は元三重県住みます芸人のまる子。
- エナジー西手（えなじーにしで、1988年7月26日[1] - ）（36歳）
  - ボケ（以前はツッコミ）担当、立ち位置は向かって右。
  - 大阪府高石市出身[1]。
  - 元は本名の西手隼人として活動していたが現在の芸名に改名した。
  - 山伏芸人としても活躍している。

## エピソード
- コンビ名の名付け親は令和喜多みな実・野村で、奈良県出身のロックバンドであるJITTERIN'JINNから。
- コンビ揃ってフルマラソンを3時間未満で走ることのできるマラソン芸人である。観光大使を務める下市町で2025年（令和7年）3月2日に開催された「第1回十手下市リレーマラソン」の総合プロデュースを担当した[2]。
- 2024年、十手リンジンより現在のコンビ名に改名。

## 出囃子
- hide「ROCKET DIVE」

## 芸風
主に漫才。当初は十田がボケで、西手がツッコミであったが入れ替えた。最近は西手が山伏の格好で漫才を行うこともある。

## 出演

### テレビ

#### 現在
- ゆうドキッ!（奈良テレビ） - 月1出演
- ならフライデー9（奈良テレビ） - 西手のみ不定期出演

- 発信Live ジモトノチカラ!（BSよしもと） - 不定期出演
- 笑い飯哲夫のおもしろ社寺めぐり（BSよしもと） - 西手のみ不定期出演

#### 過去
- おまかせ! 物件リサーチ（KCN） - レギュラー
- クイズ!紳助くん（朝日放送） - なにわ突撃隊として準レギュラー
- 十手リンジンのお悩み解決相談（しもいちてれび） - レギュラー
- やる気! 元気! 森脇チャンネル（eo光チャンネル） - レギュラー

- Cheeky's a GoGo!（BSよしもと） - 不定期出演
- 笑い飯・千鳥の舌舌舌舌（サンテレビ） - 十田のみ
- オールザッツ漫才（毎日放送）
- マヨなか笑人（読売テレビ） - 西手のみ
- マンモスター+（毎日放送）
- 吉本陸上競技会（毎日放送）
- 相席食堂（朝日放送）
- ゴエと忠志のDEEP関西（eo光チャンネル）
- どこでもミルクボーイ（eo光チャンネル） - 西手のみ
- 千鳥の鬼レンチャン（フジテレビ） - 西手のみ

### ラジオ

#### 現在
- 十手の走れゴンタくれ!（ならどっとFM） - 冠番組
- FM五條ヒルドキッ!（FM五條） - レギュラー
- まるがめくんと十田卓の井戸端バタ会議（FM五條） - 十田のみレギュラー

### 映画
- I（2019年）

## 賞レースでの戦績
- 第35回今宮子供えびすマンザイ新人コンクール 福娘大賞 2014
- M-1グランプリ2015 3回戦進出
- M-1グランプリ2016 2回戦進出
- M-1グランプリ2017 2回戦進出
- 第3回上方漫才協会大賞 トータルコーディネイト部門賞 2018
- M-1グランプリ2018 2回戦進出
- M-1グランプリ2019 2回戦進出
- M-1グランプリ2023 2回戦進出

## ライブ
- キンキーズ a GO! GO!